# In the Sunlight
In the Sunlight  è un cortometraggio muto del 1915 diretto da Thomas Ricketts. Prodotto dalla American Film Manufacturing Company da un soggetto di Marc Edmund Jones, il film aveva come interpreti Vivian Rich, Harry von Meter, Charlotte Burton, Edith Borella, Jack Richardson, Louise Lester.

## Trama
Schiavo della droga, il dottor Arthur Abbott lascia la campagna per trasferirsi in città, cercando il successo nella sua professione. Al suo posto, giunge il giovane Frank Stead, che proviene dai bassifondi e che, al contrario da Abbott, è alla ricerca di un ambiente sano e pieno di sole. Mentre Abbott, lasciata la famiglia, dimentica la moglie, Stead comincia a frequentarla e i due ben presto si innamorano, anche se la loro relazione non può avere un futuro. Abbott, in città, a causa della sua tossicodipendenza, finisce tutti i soldi e rompe con Olga. Durante una discussione con lui, la donna ha un attacco cardiaco e muore. Lui, spaventato, fugge su un treno merci. Dopo un incidente, Abbott viene erroneamente creduto morto. La notizia arriva al villaggio e Stead si dichiara alla supposta vedova che accetta di sposarlo. Dimesso dall'ospedale, sempre in preda ai suoi demoni, Abbott torna alla sua vecchia casa il giorno prima delle nozze e vede la moglie tra le braccia di Stead. Furioso, si getta contro il rivale, ma ormai la sua salute non lo assiste e questi ultimi sforzi sono troppo per lui e cade morto, lasciando libera la moglie di sposare Stead.

## Produzione
Il film fu prodotto dalla American Film Manufacturing Company.

## Distribuzione
Distribuito dalla Mutual, il film - un cortometraggio in due bobine - uscì nelle sale cinematografiche degli Stati Uniti il 29 marzo 1915.